# La Luisiana
La Luisiana – gmina w Hiszpanii, w prowincji Sewilla, w Andaluzji, o powierzchni 42,97 km². W 2011 roku gmina liczyła 4652 mieszkańców.